# Eutrema botschantzevii
Eutrema botschantzevii är en korsblommig växtart som först beskrevs av D. German, och fick sitt nu gällande namn av Al-shehbaz och S.I. Warwick. Eutrema botschantzevii ingår i släktet skidörter, och familjen korsblommiga växter. Inga underarter finns listade i Catalogue of Life.